# Miamira flavicostata
Miamira flavicostata is een slakkensoort uit de familie van de Chromodorididae. De wetenschappelijke naam van de soort is voor het eerst geldig gepubliceerd in 1940 door Baba.